# Helbersdorf
Altchemnitz, Chemnitz-Helbersdorf – dzielnica miasta Chemnitz w Niemczech, w kraju związkowym Saksonia. 